# Hoy no, mañana
Hoy no, mañana fue un programa de televisión humorístico presentado por Santiago Segura. Se trata de un formato de sketches relacionados con la vida cotidiana que aúna imitadores, actores de comedia y monologuistas bajo la dirección de José Mota. El espacio se estrenó el 12 de julio de 2019 en La 1 y finalizó en agosto de ese mismo año.

## Actores y personajes
- Raúl Pérez: Diego el Cigala, Josep Pedrerol, Florentino Pérez...
- Federico de Juan: Pedro Sánchez, Julio Iglesias, Palomo Spain, Carlos Sobera...
- Javier Quero: Bertín Osborne, José Coronado, Lorenzo Caprile, Antonio García Ferreras...
- Paco Collado:
- Alejandra Andreu:
- Marta González de Vega:
- Iker Galartza:
- Andoni Agirregomezkorta:
- Maribel Salas: Gloria Serra
- Mago More:
- Max Marieges: Theresa May, Eduardo Inda, Carles Puigdemont, Pablo Casado...
- Leticia López: Susana Díaz
- Comandante Lara:
- Agustín Durán:
- Sayago Ayuso: Luke Skywalker
- Isidro Montalvo: Coach de la cincha
- Salva:
- Elena Alférez:
- Daniel Ortiz:
- Juan Muñoz:
- José Mota:

## Secciones
- Efemérides
- El coach de la cincha

## Personajes ficticios
- El coach de la cincha

## Parodias

### Parodias de películas
- Blancanieves y los siete enanitos
- El padrino
- El silencio de los corderos (El silencio de los Ronceros)
- La bella durmiente
- La bella y la bestia
- La chaqueta metálica
- Los Vengadores (Fecundadores)
- Mary Poppins
- Misión: Imposible
- Star Wars
- Superlópez (Super Sánchez)

### Parodias de programas de televisión
- ¡Ahora caigo!
- ¡Boom!
- Al rojo vivo
- El chiringuito de Jugones
- Equipo de investigación
- Españoles por el mundo
- Eurovisión
- First Dates
- Gran Hermano VIP
- La Sexta noche
- La voz
- Maestros de la costura
- Mi casa es la tuya
- Operación Triunfo
- Supervivientes

### Parodias de series televisión
- El coche fantástico
- Juego de tronos
- Kung Fu
- Narcos
- The Walking Dead

### Parodias de famosos
- Alberto Chicote
- Amaia Montero
- Anthony Hopkins
- Antonio García Ferreras
- Bertín Osborne
- Carles Puigdemont
- Carlos Sobera
- Carmen Lomana
- Cholo Simeone
- Diego el Cigala
- Donald Trump
- Eduardo Inda
- Esperanza Aguirre
- Eva González
- Faemino y Cansado
- Florentino Pérez
- Francisco Marhuenda
- Gabriel Rufián
- Gareth Bale
- Gloria Serra
- Iñaki López
- Irene Montero
- Isabel Pantoja
- Joan Tardá
- Jodie Foster
- Jorge Javier Vázquez
- José Bono
- José Coronado
- José Manuel Villarejo
- José María Aznar
- Josep Pedrerol
- Juanra Bonet
- Julio Iglesias
- Kiko Rivera
- Leo Messi
- Lorenzo Caprile
- Manuela Carmena
- Miguel Ángel Revilla
- Pablo Casado
- Pablo Iglesias
- Palomo Spain
- Pedro Sánchez
- Quim Torra
- Rappel
- Rosalía
- Santiago Abascal
- Sergio Ramos
- Susana Díaz
- Tom Cruise
- Tomás Roncero
- Theresa May

### Parodias de personajes ficticios
- Blancanieves
- Clarice Starling
- Ethan Hunt
- Hannibal Lecter
- Jaime Lannister
- Jon Nieve
- Superlópez
- Torrente
- Kylo Ren
- Luke Skywalker
- Mary Poppins
- Rey
- Vito Corleone

### Parodias de personajes históricos
- Cristóbal Colón
- Pablo Escobar

## Temporadas y episodios
| Temporada | Temporada | Programa       | Episodios | Estreno             | Final                | Audiencia    |       |
| Temporada | Temporada | Programa       | Episodios | Estreno             | Final                | Espectadores | Cuota |
| --------- | --------- | -------------- | --------- | ------------------- | -------------------- | ------------ | ----- |
|           | 9         | Hoy no, mañana | 6         | 12 de julio de 2019 | 16 de agosto de 2019 |              |       |